# Anik Vermette
Pour les articles homonymes, voir Vermette.
Anik Vermette est une actrice canadienne née le 26 avril 1978 à Greenfield Park, Longueuil.

## Filmographie
- 1992 : Les Intrépides (série télévisée) : Nadine (saison 1, épisode 6)
- 1994 : Ent'Cadieux (série télévisée) : Renaude Lemay
- 2000 : Quadra (série télévisée) : Stéphanie
- 2001 : Watatatow (série télévisée) : Karine Loiselle
- 2002 : Lance et compte : Nouvelle Génération (série télévisée) : Isabelle Gagnon
- 2003 : L'Auberge du chien noir (série télévisée) : Marilou
- 2004 : Lance et compte : La Reconquête (série télévisée) : Isabelle Gagnon
- 2005 : C.R.A.Z.Y. : Corinne
- 2005 : Providence (série télévisée) : Julie Rioux
- 2005 : Kif-Kif (série télévisée) : Maude Surprenant
- 2006 : Lance et compte : La Revanche (série télévisée) : Isabelle Gagnon
- 2008 : Lance et compte : Le Grand Duel (série télévisée) : Isabelle Gagnon
- 2010 : À l'origine d'un cri : Émeraude
- 2010 : 2 frogs dans l'Ouest : Julie Deschamps
- 2015 : Le Cœur de madame Sabali
- 2015 : Lance et compte (série télévisée) : Isabelle Gagnon
- 2015 : Les Beaux Malaises (série télévisée) : Journaliste
- 2015 : Marche à l'ombre (série télévisée) : Lectrice de nouvelles
- 2016 : District 31 (série télévisée) : Pascale Poulin (2 épisodes)

## Doublage
- 2003 : Prince of Persia : les Sables du temps - Farah